# Les Ponts-de-Cé
Les Ponts-de-Cé là một xã thuộc tỉnh Maine-et-Loire trong vùng Pays de la Loire phía tây nước Pháp. Xã này nằm ở khu vực có độ cao trung bình 26 mét trên mực nước biển.
Les Ponts-de-Cé là ngoại ô của Angers.

## Các tên gọi cũ
Les Ponts-de-Cé đã có các tên gọi sau:
- Castro-Seio (889)
- Pon Sigei (1009)
- In Saiaco (1036)
- Saiacus (1090)
- Seium (1104)
- Pons Sagei (1115)
- Pons Sagii (1148)
- Pons Saeii (1291)
- Le Pont de Sae (1293)
- Les Ponts de See (1529)